# Södra Sunderbyn
Södra Sunderbyn  é uma localidade da Suécia situada na comuna de Luleå, condado de Norrbotten. Sua população em 2005 era de 2.875 habitantes. Está situada a 14 km a noroeste da cidade de Luleå, na margem esquerda do rio Luleälven. Com o seu crescimento, é considerada hoje em dia quase uma parte parte de Luleå.